# Echiothrix
Genre
Echiothrix est un genre de rongeurs de la sous-famille des Murinés de Sulawesi.

## Liste des espèces
- Echiothrix leucura Gray, 1867
- Echiothrix centrosa Miller and Hollister, 1921